# Norman Brookes
Sir Norman Everard Brookes (St Kilda, Austràlia, 14 de novembre de 1877 – South Yarra, Austràlia, 28 de setembre de 1968) va ser un tennista australià actiu durant les tres primeres dècades del segle XX.
Va guanyar tres títols de Grand Slam en la modalitat individual, dos a Wimbledon i un més a Austràlia. En la modalitat de dobles masculins també va guanyar quatre títols de Grand Slam: Wimbledon, Austràlia i els Estats Units. Va formar part de l'equip australià de Copa Davis i va guanyar el títol en sis edicions.
Després de la seva retirada va esdevenir el primer president de la federació australiana de tennis l'any 1926, i es va mantenir al càrrec fins a la seva jubilació el 1955.

## Biografia
Fill de William i Catherine Brookes. El seu pare va emigrar d'Anglaterra l'any 1952 per fer fortuna en la mineria d'or a Bendigo. Els seus germans grans, Herbert i Harold, van esdevenir destacats empresaris. Va estudiar a l'escola privada Melbourne Grammar School, i va començar a practicar cricket, futbol australià i tennis. Malgrat destacar en diversos esports, tenia predilecció pel tennis, al qual podia jugar regularment en la pista que tenia la seva família en la seva mansió. Després de graduar-se va treballar en l'empresa del seu pare Australian Paper Mills.
Durant la Primera Guerra Mundial va treballar per la Creu Roja a Egipte.
L'any 1907 va esdevenir el primer tennista no britànic i esquerrà en guanyar el torneig de Wimbledon en categoria individual. A causa de la malaltia del seu pare, Brookes no va poder defensar el seu títol l'any següent. Amb la mort del seu pare l'any 1910, va prioritzar mantenir-se al càrrec de l'empresa del seu pare, Australian Paper Mills, i va aparcar la seva carrera tennística. No va tornar a disputar el torneig de Wimbledon fins al 1914, quan va tornar a emportar-se els títols individual i de dobles masculins. Durant aquests anys d'absència només va disputar una edició l'Australian Championships l'any 1911 i es va centrar només en la Copa Davis amb l'equip australàsic per guanyar el títol en diverses ocasions junt a Anthony Wilding.
El trofeu entregat al guanyador individual de l'Open d'Austràlia s'anomena Norman Brookes Challenge Cup en el seu honor.

## Torneigs de Grand Slam

### Individual: 5 (3−2)
| Resultat  | Núm. | Any  | Campionat                   | Oponent          | Marcador      |
| --------- | ---- | ---- | --------------------------- | ---------------- | ------------- |
| Finalista | 1.   | 1905 | Wimbledon Championships     | Lawrence Doherty | 6−8, 2−6, 4−6 |
| Guanyador | 1.   | 1907 | Wimbledon Championships     | Arthur Gore      | 6−4, 6−2, 6−2 |
| Guanyador | 2.   | 1911 | Australasian Championships  | Horace Rice      | 6−1, 6−2, 6−3 |
| Guanyador | 3.   | 1914 | Wimbledon Championships (2) | Anthony Wilding  | 6−4, 6−4, 7−5 |
| Finalista | 2.   | 1919 | Wimbledon Championships (2) | Gerald Patterson | 3−6, 5−7, 2−6 |

### Dobles masculins: 5 (4−1)
| Resultat  | Núm. | Any  | Campionat                   | Parella          | Oponents                         | Marcador                |
| --------- | ---- | ---- | --------------------------- | ---------------- | -------------------------------- | ----------------------- |
| Guanyador | 1.   | 1907 | Wimbledon Championships     | Anthony Wilding  | Karl Behr Beals Wright           | 6−4, 6−4, 6−2           |
| Finalista | 1.   | 1911 | Australasian Championships  | John Addison     | Rodney Heath Randolph Lycett     | 2−6, 5−7, 0−6           |
| Guanyador | 2.   | 1914 | Wimbledon Championships (2) | Anthony Wilding  | Roper Barrett Charles Dixon      | 6−1, 6−1, 5−7, 8−6      |
| Guanyador | 3.   | 1919 | US Championships            | Gerald Patterson | Vincent Richards Bill Tilden     | 8−6, 6−3, 4−6, 4−6, 6−2 |
| Guanyador | 4.   | 1924 | Australasian Championships  | James Anderson   | Pat O'Hara Wood Gerald Patterson | 6−2, 6−4, 6−3           |